# Corydalis sheareri
Corydalis sheareri är en vallmoväxtart som beskrevs av Spencer Le Marchant Moore. Corydalis sheareri ingår i släktet nunneörter, och familjen vallmoväxter. Inga underarter finns listade i Catalogue of Life.